# Palazzo Gioeni
Il Palazzo Gioeni Asmundo si trova sulla via Etnea a Catania ad angolo con la Piazza dell'Università.

## Storia
Il palazzo venne costruito nel 1743, molto probabilmente su progetto dell'architetto Gian Battista Vaccarini, in stile barocco siciliano. Venne commissionato dal duca Gioeni d'Angiò quale palazzo di famiglia. L'ingresso principale si apre sulla piazza dell'Università ed è contornato da un ricco portale in pietra bianca. Il palazzo venne ristrutturato intorno agli anni sessanta del XX secolo divenendo sede di un grande magazzino. Nel palazzo venne ospitato lo scrittore tedesco Johann Wolfgang von Goethe nel corso del suo soggiorno a Catania durante il suo viaggio in Italia.